# WK Sint-Goriks

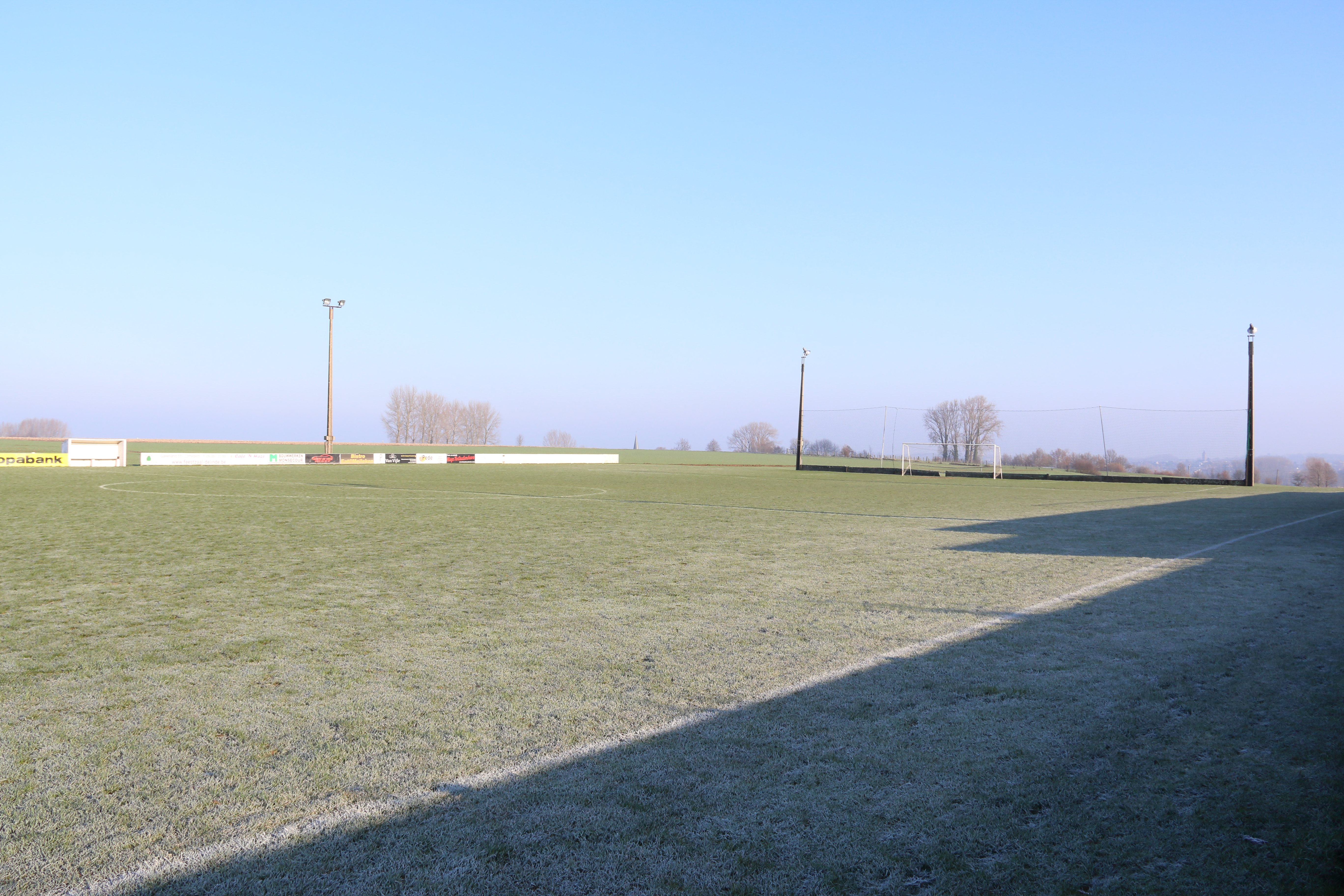
Het voetbalveld van WK Sint-Goriks

WK Sint Goriks is een Belgische voetbalclub uit Sint-Goriks-Oudenhove. De club is aangesloten bij de KBVB met stamnummer 9438 en heeft blauw en oranje als kleuren. Het voetbalterrein ligt aan de Langendries.

## Geschiedenis
De club "De Witte Kaproenen" werd in 1941 tijdens de Tweede Wereldoorlog opgericht. De naam was een verwijzing naar de historische Gentse verzetsgroep Witte Kaproenen. Men speelde vriendschappelijk voetbal in een competitie met ploegen uit de naburige dorpen. Na de oorlog vielen de activiteiten van de club stil. In 1968 sloot men zich aan bij het amateurvoetbalbond van de Vlaamse Ardennen, in 1975 maakte men de overstap naar de KBLVB en in 1986 sloot men zich aan bij het Katholiek Vlaams Sportverbond (KVS). In 2003 maakte de club uiteindelijk de overstap naar de KBVB Voetbal Vlaanderen en kreeg er stamnummer 9438 toegekend. Men ging er van start op het allerlaagste niveau, Vierde Provinciale. De ploeg speelde gedurende een hele tijd op dit niveau, tot het seizoen 2013-2014. Toen won WK Sint-Goriks de titel in de reeks en liet voornaamste concurrenten Horebeke en Balegem achter zich. Zo promoveerde het team rechtstreeks naar Derde Provinciale, maar na één seizoen degradeerde WK nadat het op de laatste plaats was geëindigd.
WK werd in het seizoen 2016-2017 opnieuw kampioen in Vierde Provinciale met 4 punten voorsprong op voornaamste concurrent VC Herzele-Ressegem.